# Paolo Narduzzi
Paolo Narduzzi (ur. 3 czerwca 1932 w Wenecji) – włoski szermierz, srebrny medalista mistrzostw świata.
Podczas mistrzostw świata w Paryżu w 1965 roku Włosi w składzie: Giampaolo Calanchini, Wladimiro Calarese, Pierluigi Chicca, Paolo Narduzzi i Cesare Salvadori zdobyli srebrny medal w turnieju drużynowym szablistów. Był to jego jedyny medal wywalczony w zawodach tego cyklu.
Nigdy nie wziął udziału w igrzyskach olimpijskich.